# Liste der Naturdenkmale in Johanngeorgenstadt
Die Liste der Naturdenkmale in Johanngeorgenstadt nennt die Naturdenkmale in Johanngeorgenstadt im sächsischen Erzgebirgskreis.

## Definition
„Naturdenkmäler sind rechtsverbindlich festgesetzte Einzelschöpfungen der Natur oder entsprechende Flächen bis zu fünf Hektar, deren besonderer Schutz erforderlich ist
1. aus wissenschaftlichen, naturgeschichtlichen oder landeskundlichen Gründen oder
2. wegen ihrer Seltenheit, Eigenart oder Schönheit.“

„§ 18 – Naturdenkmäler – (zu § 28 BNatSchG)
(1) Die Erklärung nach § 22 Abs. 1 BNatSchG von Teilen von Natur und Landschaft als Naturdenkmal erfolgt durch Rechtsverordnung oder Einzelanordnung.
(2) Über § 28 Abs. 1 BNatSchG hinaus können Naturdenkmäler zur Sicherung von Lebensgemeinschaften oder Lebensstätten von im Bestand gefährdeten oder streng geschützten Arten festgesetzt werden.“

## Liste
Link zu einem Kartenansichtstool, um Koordinaten zu setzen.
| Bild                          | Bezeichnung          | Lage                                                                  | Beschreibung                                              | Datum                                                                                               | Nummer     |
| ----------------------------- | -------------------- | --------------------------------------------------------------------- | --------------------------------------------------------- | --------------------------------------------------------------------------------------------------- | ---------- |
| BW                            | Hänelwiese Henneberg | Johanngeorgenstadt (50° 24′ 59,7″ N, 12° 40′ 52,8″ O)                 | Fläche: ca. 5750 m²                                       | Verordnung des Landratsamtes des Westerzgebirgskreises als Untere Naturschutzbehörde vom 29.09.1994 | 364.23-123 |
| mehr Fotos \| Fotos hochladen | Teufelssteine        | Johanngeorgenstadt (50° 27′ 7,5″ N, 12° 41′ 45,6″ O)                  | Fläche: ca. 15817 m²                                      | Beschluss des Rates des Kreises Schwarzenberg vom 29.11.1973                                        | 364.23-124 |
| BW                            | Wiese am Rehhübel    | Johanngeorgenstadt bei Oberwildenthal (50° 25′ 49,6″ N, 12° 39′ 1″ O) | Fläche: ca. 22241 m²                                      | Verordnung des Landkreises Aue-Schwarzenberg vom 14.03.2002                                         | 364.23-070 |
| BW                            | Berg-Ahorn           | Oberjugel (50° 24′ 54,4″ N, 12° 42′ 17,6″ O)                          | Für das Erzgebirge typischer Baum. - Alter: ca. 200 Jahre | |            |